# Humban
Humban, auch Khumban oder Ḫumban, war ein elamischer Gott, dessen Spuren bis ins 3. Jahrtausend v. Chr. zurückreichen. In der späten Periode von Elam 800–640 v. Chr. wurde er zum populärsten Gott in der elamischen Götterwelt und über das religiöse Konzept kitin in die Ideologie der Könige eingebunden.

## Geschichte
Die älteste Erwähnung von Humban ist auf einer sechsspaltigen altelamischen Tafel bekannt als „Vertrag von Naram-Sin“ zu finden. Naram-Sin regierte im 3. Jahrtausend v. Chr. über Akkad und schloss in dieser Zeit einen Vertrag mit einem anonymen elamischen Herrscher. Der Text wird mit einer Reihe von Anrufen an akkadische und elamische Gottheiten eröffnet. Humban wird an zweiter Stelle nach der Göttin Pinikir genannt.
In der zweiten Hälfte des 2. Jahrtausends v. Chr. taucht Humban in mehreren mittelelamischen königlichen Inschriften auf. Eine davon berichtet, dass der elamische König Untaš-Napiriša für Humban einen Tempel aus gebrannten Backsteinen in Tschogha Zanbil erbauen ließ. In einer weiteren Inschrift wird Humban zusammen mit Inšušinak als „Groß unter den Göttern“ bezeichnet.
In der neuelamischen Periode wurde Humban für die Legitimität der Könige zunehmend wichtig. Er wurde in dieser Zeit nicht nur der populärste Gott, was sich unter anderem in der markanten Häufung von theophorischen Namen bei Königen oder Königsanwärtern ausdrückte, sondern er war auch derjenige, der über das überaus wichtige religiöse Konzept kitin mit der Ideologie der Könige verknüpft wurde. Kitin war ein zentraler Begriff der neuelamischen Religion und könnte so viel wie „Göttlicher Schutz“ oder in einer ausgedehnteren Interpretation „Von Gott gegebene königliche Macht“ bedeuten. Die Verknüpfung von Humban mit kitin wurde später unter den Achämeniden auf andere Götter übertragen wie zum Beispiel Auramazdā.
Im Festungsarchiv von Persepolis wird Humban 26 Mal aufgeführt. Er wird damit auch unter den Achämeniden im Umkreis von Persepolis zum populärsten Gott, der von allen aufgeführten Gottheiten die größte Menge an Gaben durch die regionale Verwaltung empfing. Die aufgeführten Empfänger und Auftraggeber trugen außer in drei Fällen altpersische Namen. Mit den Hinweisen aus dem Verwaltungsarchiv wird deshalb angenommen, dass der ursprünglich elamische Gott Einzug in die Götterwelt der Achämeniden gehalten hat.